# チョナン・カン
『チョナン・カン』（韓: 초난강）は、2001年4月13日から2010年3月20日までフジテレビで放送されていたバラエティ番組。なお、2004年4月16日から番組名は『チョナン・カン2』で放送された。チョナン・カンとは草彅剛の韓国関連での芸名で、同番組は草彅の冠番組である。

## 歴史・概要
「チョナン・カン」は、同番組の放送開始前に、番組コーディネーターが草彅の氏名「草彅 剛」を朝鮮語の音読みとして、即座にそう読んだことに因む。そのまま、草彅の芸名・同番組名として採用に至った。実際には、「彅」は日本の国字のため、そもそも朝鮮語の音読みは存在しない。また、「剛」の朝鮮語の音読みはカンよりもガンの発音のほうが近い。
同番組開始のきっかけは、草彅が韓国映画『接続 ザ・コンタクト』をテレビで鑑賞後、朝鮮語の台詞をよく聞き取ったりなどしていて、朝鮮語の響きなどに惹かれていたことから。草彅の意思により、韓国を取り上げる番組となった。
同番組は、仁川国際空港（番組開始直前の3月29日に開業）に草彅が一人で降り立つところから始まった。当時、韓国では日本文化が厳しく制限されており（韓国での日本大衆文化の流入制限を参照）、日本で知名度抜群の草彅や所属グループ・SMAPが無名の状況下で、また、日本において、のちの韓流ブームが起こる前でのことであった。
草彅は同番組で母国語の日本語を話さずに、朝鮮語だけを話すスタイルで通すことにしたため、猛然と朝鮮語の勉強をした。初の韓国ロケから1か月後になる二回目の韓国ロケでは、日常会話レベルをほぼ完全にマスターしていた。また、のちに同時通訳ができるほど極めて高いレベルにまで修得した。
草彅は韓国のこと、韓国人のこと、韓国文化を徹底的に知ろうという気概で、同番組でさまざまな人に会い、語り合った。月に一度、訪韓し同番組のロケを行ってきており、韓国の軍人と徴兵制や愛国心について対談したり、また、日本においても、一般の在日2世の韓国人夫妻と対談し、在日の人たちが抱えてきた悩みや葛藤、そして、差別をパワーにしてきたという力強さを知っていくなどし、韓国への思いはますます膨らんでいった。そして、日本のことを韓国の皆さんに伝えることができたら、という考えを持っていた。草彅は仕事で大変多忙な中で、合い間の時間を朝鮮語の勉強にあてる生活を送っていた。
同年5月22日、韓国の韓国観光公社から、番組『チョナン・カン』が韓国に多くの観光客を呼び、韓国観光広報に寄与した功績を讃えられ、感謝牌を贈呈された。同番組は韓国観光を呼びかける番組ではないが、日韓における影響力の大きさや韓国社会からの注目の高さが表れる形となった。
同番組の企画で草彅は韓国のシットコム作品で人気テレビドラマシリーズ『ニューノンストップ』（MBC）にゲスト出演を2回した。
2002年6月21日、番組『チョナン・カン』が全日本テレビ番組製作社連盟の「ATP賞 テレビ記者賞」を受賞。
また、同番組の企画において、2002年6月26日には草彅が朝鮮語の歌詞（草彅は日本語の歌詞の訳詞も担当した）で歌う、音楽CDシングル「愛の唄 〜チョンマル サランヘヨ〜」が日本でリリースされた。当CDは韓国でもリリースされている。同曲は番組『チョナン・カン』のテーマソングとなる。
2004年3月に公開された全編朝鮮語の日本映画『ホテルビーナス』では草彅がチョナン役で主演している。同年6月、当映画が世界四大映画祭「モスクワ国際映画祭 コンペティション・パースペクティブ部門 最優秀賞」を受賞した。
2004年10月、草彅が日経BPの「日本イノベーター大賞 ジャパンクール賞」を受賞（授賞式は同年11月25日）。ジャパンクール賞は同年新設された賞で、人々を惹きつける政治的価値観や文化的魅力といったソフトパワーに貢献した人という観点から選考される。草彅は日韓の文化交流への大いな貢献が認められての受賞。「草彅氏のこうした活動は、日本にいる韓国人にとって励みになっている」などの選考理由もあった。
2005年7月にリリースされたSMAPのアルバム『SAMPLE BANG!』収録の草彅ソロ曲「ハヌル〜ヨン ウォナン サラン〜（そら〜永遠の愛〜）」には、韓国の男性歌手グループSHINHWA（シンファ）のメンバーのイ・ミヌ（作詞担当）とシン・ヘソン（コーラス担当）の2人が参加している。草彅とその2人でインタビューを受け、日韓の大スターの共演と日韓のメディアから取り上げられた。同曲で草彅は訳詞も担当し、第1節は朝鮮語の歌詞を日本語に訳して歌い、第2節はそのまま朝鮮語で歌っている。同番組で3人の姿が放送された。
番組は長らく金曜深夜枠で放送されていたが、2009年春の改編で土曜深夜の『DO!深夜』枠へ移動した。以後、最終回まで同枠で放送された。

## 放送時間

### チョナン・カン
- 金曜 25:30 - 25:45 （2001年4月13日 - 2003年3月21日）
- 金曜 25:25 - 25:40 （2003年4月11日 - 2004年3月19日）

### チョナン・カン2
- 金曜 25:35 - 25:50 （2004年4月16日 - 2009年3月20日）
- 土曜 25:35 - 25:50 （2009年4月11日 - 2010年3月20日）

## 主な企画
- 訪韓企画、韓国メディア出演など
- 韓国の著名人（後述）との対談
- 韓国の一般人へのインタビュー、対談、交流企画
- 番組内の朝鮮語ドラマ制作（『SMAP×SMAP特別編』で公開。#関連番組参照）
- 楽曲「愛の唄 〜チョンマル サランヘヨ〜」、映画『ホテル ビーナス』など

## 番組に登場した韓国の著名人

### 俳優
- アン・ソンギ
- イ・ジュンギ
- イ・ソジン
- イ・ハン
- イ・ヨンエ
- イ・ワン
- ウォンビン
- オム・ジョンファ
- カム・ウソン
- カン・ジファン
- キム・ジョンウン
- キム・スンウ
- キム・ソナ

- キム・ハヌル
- キム・ヒソン
- キム・ヘス
- クォン・サンウ
- クォン・ヘヒョ
- コン・ユ
- ジ・ヒョヌ
- ジェヒ（英語版）
- ジョンフン
- ソン・イェジン
- チャ・スンウォン

- チャ・テヒョン
- チョン・ジュノ
- ハ・ジウォン
- パク・ウネ
- ハン・ソッキュ
- ペ・ドゥナ
- ペ・ヨンジュン
- ホン・ギョンミン
- ヤン・ドングン
- ユ・ジテ
- リュ・シウォン

### 歌手
- イ・スヨン
- エリック (SHINHWA)
- SG Wannabe
- オム・ジョンファ

- シン・ヘソン (SHINHWA)
- STAR
- SunMin

- タイガーJK （ドランクンタイガー）
- ピ
- Wax

### その他
- キム・ギドク（映画監督）

- チェ・ヒョンウ（マジシャン）

- チョン・ヨンギ（映画監督）

## スタッフ

### 番組終了時のスタッフ
- ナレーター：松尾貴史、役名は「キッチュ」
- 構成：鈴木おさむ、都築浩
- 技術協力：池田屋、ミディアルタ
- 広報：小中ももこ
- AP：春名剛生、原奉江
- ディレクター：松原光史、近藤利明、鈴木浩晃
- 制作：李在遠、杉山紗季
- 制作プロデューサー：白根淳子
- スーパーバイザー：原田冬彦（初代プロデューサー）
- プロデューサー：黒木彰一
- 演出：タカハタ秀太

### 途中まで参加したスタッフ
- プロデューサー → 編成：荒井昭博（初代）
- プロデューサー：小松純也（2代目）、石井浩二（3代目）

## 関連番組
- 『SMAP×SMAP特別編 チョナン・カンスペシャル サランヘヨ 愛の劇場&愛の唄』（2002年4月29日放送）
  - チョナン・カン（草彅剛）を主役とするオムニバステレビドラマ。また番組『チョナン・カン』のイメージソング「愛の唄 〜チョンマル サランヘヨ〜」の作曲家スンクム（つんく）とのトークや楽曲MVが公開された。

ドラマ
- 「ミアネヨ〜ごめんね〜」
  - 出演：チョナン・カン、広末涼子

- 「ヘンボカセヨ〜幸せになれよ〜」
  - 出演：チョナン・カン、篠原涼子、宇梶剛士、勝村政信、中山エミリ、有安杏果
    - スタッフ
      - 脚本：都築浩「ミアネヨ〜ごめんね〜」、いずみ吉紘「ヘンボカセヨ〜幸せになれよ〜」
      - 演出：タカハタ秀太、監督補：久保田哲史
      - プロデューサー：栗原美和子
      - 挿入歌：カイリー・ミノーグ「Can't Get You Out Of My Head」（「ミアネヨ〜ごめんね〜」）
      - 制作：関西テレビ、フジテレビ

- 『SMAP×SMAP特別編 ザ・トゥルーショー チョナン・カン初告白!韓国語の秘密&ビーナス』（2004年3月8日放送）
  - 番組「チョナン・カン」の裏話。映画『ホテル ビーナス』の宣伝。

## 関連映画
- ホテル ビーナス - 2004年3月6日公開。チョナン・カン主役の全編朝鮮語の日本映画。